# Chiesa di San Giovanni Evangelista (Breggia)
La chiesa parrocchiale di San Giovanni Evangelista è un edificio religioso che si trova a Morbio Superiore, frazione di Breggia in Canton Ticino.

## Storia
I primi riferimenti storici alla chiesa risalgono a documenti del 1227. L'originale edificio a tre navate venne ricostruito completamente tra il 1783 e il 1789 con una pianta rettangolare e diversa orientazione. Il campanile risale al 1639.

## Descrizione
All'interno si trovano arredi databili tra il Settecento e l'Ottocento, un portico con colonne ioniche, una copertura a botte ed una cupola.